# Le Rapt d'Hélène
Pour les articles homonymes, voir Rapt (homonymie).
Le Rapt d'Hélène (De schaking van Helena) est un film belge muet réalisé par André Jacquemin et sorti en 1925.

## Distribution
- José Beeckman : la princesse orientale
- Béguin : George Valnoy
- Francesca d'Aler : Helena
- Yvon Debelva : l'amoureux d'Helena
- Floda : le comique
- Sonia Korty : la danseuse